# Pallavolo Molfetta 2015-2016
Questa voce raccoglie le informazioni riguardanti la Pallavolo Molfetta nelle competizioni ufficiali della stagione 2015-2016.

## Stagione
La stagione 2015-16 è per la Pallavolo Molfetta, sponsorizzata dall'Exprivia, la terza consecutiva in Serie A1: in panchina arriva Flavio Gulinelli a cui succede, a campionato in corso, prima Paolo Montagnani e poi Vincenzo Di Pinto; la rosa è quasi del tutto modificata con le uniche conferme di Davide Candellaro, Francesco Del Vecchio, Alessandro Porcelli e Raydel Hierrezuelo. Tra i nuovi acquisti quelli di Rocco Barone, Daniele De Pandis, Michele Fedrizzi, João Rafael Ferreira, Fernando Hernández e Luigi Randazzo, mentre tra le cessioni quelle di Elia Bossi, Sergio Noda, Alen Šket, Luca Spirito, Maurice Torres e Roberto Romiti.
Il campionato si apre con la sconfitta al tie-break ad opera del Modena Volley: la prima vittoria per i pugliesi arriva alla seconda giornata quando battono per 3-0 il Gruppo Sportivo Porto Robur Costa; in tutto il resto del girone di andata la Pallavolo Molfetta segue un andamento altalenante, alternando una o due gare perse a una o due gare vinte, chiudendo al sesto posto in classifica, qualificandosi per la prima volta alla Coppa Italia. Anche il girone di ritorno segue lo stesso andamento altalenante di quello di andata, anche se caratterizzato tra la sedicesima e la diciottesima giornata da tre stop consecutivi: il club di Molfetta chiude la regular season al sesto posto. Nei quarti di finale dei play-off scudetto incontra la Trentino Volley: la serie arriva a gara cinque con due vittorie a testa conquistate nei rispettivi incontri casalinghi e nell'ultima gara a spuntarla è la formazione di Trento. I pugliesi accedono quindi ai play-off per il quinto posto, utile per accedere, in caso di vittoria, alla Challenge Cup 2016-17: nei quarti di finale hanno la meglio in gara 3 sul Volley Milano, mentre in semifinale vengono sconfitti dalla Pallavolo Piacenza.
Grazie al sesto posto al termine del girone di andata della Serie A1 2015-16 la Pallavolo Molfetta partecipa alla Coppa Italia: tuttavia viene eliminata nei quarti di finale dopo essere stata sconfitta dalla Trentino Volley nella gara di andata, e aver vinto quella di ritorno, avendo però totalizzato un peggiore quoziente set.

## Organigramma societario
Area direttiva
- Presidente: Antonio Antonaci
- Vicepresidente: Paolo Garofoli, Ignazio Mazzola
- Segreteria generale: Mariangela Guarino, Danilo Lazzizzera

Area organizzativa
- Direttore sportivo: Ninni De Nicolo
- Tema manager: Leonardo Scardigno
- Dirigente: Franco Barile, Rocco Guarino, Ignazio Mezzina, Francesco Mininni, Roberto Sciannamea

Area tecnica
- Allenatore: Flavio Gulinelli (fino al 26 novembre 2015), Paolo Montagnani (dal 27 novembre fino al 18 febbraio 2016), Vincenzo Di Pinto (dal 19 febbraio 2016)
- Allenatore in seconda: Adriano Di Pinto
- Scout man: Alessandro Zappimbulso

Area comunicazione
- Ufficio stampa: Pasquale Caputi, Domenico De Stena
- Fotografo: Sara Angiolino

Area sanitaria
- Medico: Antonio De Gennaro
- Preparatore atletico: Domenico De Gennaro
- Fisioterapista: Mauro Amato, Giovanni Terlizzi
- Ortopedico: Renato Laforgia
- Massofisioterapista: Mauro Amato, Angelo Pisani

## Rosa
| N° | Nome                  | Ruolo | Data di nascita   | Nazionalità sportiva |
| -- | --------------------- | ----- | ----------------- | -------------------- |
| 1  | Michał Kaczyński      | S     | 6 febbraio 1993   | Polonia              |
| 2  | Davide Candellaro     | C     | 7 giugno 1989     | Italia               |
| 3  | Vincenzo Spadavecchia | C     | 1º agosto 1993    | Italia               |
| 4  | Luigi Randazzo        | S     | 30 aprile 1994    | Italia               |
| 5  | Giulio Mariella       | P     | 2 agosto 1995     | Italia               |
| 6  | Francesco Del Vecchio | S     | 21 aprile 1987    | Italia               |
| 7  | João Rafael Ferreira  | S     | 17 marzo 1993     | Brasile              |
| 9  | Rocco Barone          | C     | 14 dicembre 1987  | Italia               |
| 10 | Armin Mustedanović    | S     | 26 aprile 1986    | Bosnia ed Erzegovina |
| 11 | Daniele De Pandis     | L     | 30 giugno 1984    | Italia               |
| 12 | Alessandro Porcelli   | L     | 3 dicembre 1995   | Italia               |
| 14 | Raydel Hierrezuelo    | P     | 14 luglio 1987    | Cuba                 |
| 15 | Michele Fedrizzi      | S     | 21 maggio 1991    | Italia               |
| 18 | Fernando Hernández    | S/O   | 11 settembre 1989 | Cuba                 |

## Mercato
| Acquisti | Acquisti              | Acquisti           | Acquisti   |
| R.       | Nome                  | da                 | Modalità   |
| -------- | --------------------- | ------------------ | ---------- |
| C        | Rocco Barone          | Sir Safety Perugia | definitivo |
| L        | Daniele De Pandis     | Milano             | definitivo |
| S        | Michele Fedrizzi      | Trentino           | definitivo |
| S        | João Rafael Ferreira  | Minas              | definitivo |
| O        | Fernando Hernández    | JTEKT Stings       | definitivo |
| S        | Michał Kaczyński      | AZS Częstochowa    | definitivo |
| P        | Giulio Mariella       | Cinquefrondi       | definitivo |
| S        | Armin Mustedanović    | Al Shabab          | definitivo |
| S        | Luigi Randazzo        | Città di Castello  | definitivo |
| C        | Vincenzo Spadavecchia | Materdomini        | definitivo |

| Cessioni | Cessioni              | Cessioni          | Cessioni   |
| R.       | Nome                  | a                 | Modalità   |
| -------- | --------------------- | ----------------- | ---------- |
| O        | Aleksandar Blagojević | ?                 | definitivo |
| C        | Elia Bossi            | Modena            | definitivo |
| S        | Rolando Despaigne     | ?                 | definitivo |
| C        | Renan Michelucci      | São Bernardo      | definitivo |
| S        | Sergio Noda           | Espadon Szczecin  | definitivo |
| C        | Cosimo Piscopo        | Alessano          | definitivo |
| L        | Roberto Romiti        | Top Volley Latina | definitivo |
| S        | Alen Šket             | Top Volley Latina | definitivo |
| P        | Luca Spirito          | BluVolley Verona  | definitivo |
| O        | Maurice Torres        | Porto Robur Costa | definitivo |

## Risultati

### Serie A1

#### Girone di andata
| 1ª giornata - 27 ottobre 2015 PalaPanini, Modena             | Modena             | 3 - 2 | Molfetta          | 25-23, 29-27, 22-25, 21-25, 15-8  |
| 2ª giornata - 3 novembre 2015 PalaPoli, Molfetta             | Molfetta           | 3 - 0 | Porto Robur Costa | 25-16, 25-17, 30-28               |
| 3ª giornata - 8 novembre 2015 PalaPoli, Molfetta             | Molfetta           | 2 - 3 | BluVolley Verona  | 22-25, 25-22, 19-25, 25-20, 14-16 |
| 4ª giornata - 11 novembre 2015 PalaBorsani, Castellanza      | Powervolley Milano | 2 - 3 | Molfetta          | 23-25, 25-22, 22-25, 25-17, 10-15 |
| 5ª giornata - 15 novembre 2015 PalaPoli, Molfetta            | Molfetta           | 3 - 0 | Padova            | 25-16, 26-24, 25-22               |
| 6ª giornata - 22 novembre 2015 Palazzetto dello Sport, Monza | Milano             | 3 - 1 | Molfetta          | 25-22, 25-20, 18-25, 25-21        |
| 7ª giornata - 25 novembre 2015 PalaPoli, Molfetta            | Molfetta           | 3 - 0 | Trentino          | 25-21, 25-21, 25-20               |
| 8ª giornata - 29 novembre 2015 PalaEvangelisti, Perugia      | Sir Safety Perugia | 3 - 0 | Molfetta          | 25-22, 25-22, 25-16               |
| 9ª giornata - 6 dicembre 2015 PalaPoli, Molfetta             | Molfetta           | 1 - 3 | Lube              | 28-30, 25-23, 20-25, 22-25        |
| 10ª giornata - 8 dicembre 2015 PalaPoli, Molfetta            | Molfetta           | 3 - 2 | Top Volley Latina | 25-23, 28-26, 21-25, 15-25, 15-11 |
| 11ª giornata - 13 dicembre 2015 PalaBanca, Piacenza          | Piacenza           | 0 - 3 | Molfetta          | 22-25, 20-25, 12-25               |

#### Girone di ritorno
| 12ª giornata - 20 dicembre 2016 PalaPoli, Molfetta                | Molfetta          | 0 - 3 | Modena             | 25-27, 22-25, 20-25               |
| 13ª giornata - 17 gennaio 2016 PalaGalassi, Forlì                 | Porto Robur Costa | 3 - 1 | Molfetta           | 26-24, 21-25, 25-19, 25-22        |
| 14ª giornata - 24 gennaio 2016 PalaOlimpia, Verona                | BluVolley Verona  | 2 - 3 | Molfetta           | 25-17, 23-25, 25-15, 19-25, 8-15  |
| 15ª giornata - 31 gennaio 2016 PalaPoli, Molfetta                 | Molfetta          | 3 - 0 | Powervolley Milano | 25-21, 25-20, 25-21               |
| 16ª giornata - 3 febbraio 2016 PalaSanLazzaro, Padova             | Padova            | 3 - 2 | Molfetta           | 25-23, 23-25, 25-22, 20-25, 15-13 |
| 17ª giornata - 10 febbraio 2016 PalaPoli, Molfetta                | Molfetta          | 1 - 3 | Milano             | 21-25, 25-22, 28-30, 21-25        |
| 18ª giornata - 14 febbraio 2016 PalaTrento, Trento                | Trentino          | 3 - 0 | Molfetta           | 25-17, 25-14, 25-20               |
| 19ª giornata - 21 febbraio 2016 PalaPoli, Molfetta                | Molfetta          | 3 - 2 | Sir Safety Perugia | 18-25, 24-26, 25-23, 25-20, 15-11 |
| 20ª giornata - 24 febbraio 2016 PalaCivitanova, Civitanova Marche | Lube              | 3 - 0 | Molfetta           | 25-17, 25-19, 25-22               |
| 21ª giornata - 28 febbraio 2016 PalaBianchini, Latina             | Top Volley Latina | 3 - 1 | Molfetta           | 25-19, 25-21, 19-25, 25-23        |
| 22ª giornata - 6 marzo 2016 PalaPoli, Molfetta                    | Molfetta          | 3 - 0 | Piacenza           | 25-21, 25-16, 25-22               |

#### Play-off scudetto
| Quarti di finale (gara 1) - 10 marzo 2016 PalaTrento, Trento | Trentino | 3 - 0 | Molfetta | 25-21, 25-15, 25-20        |
| Quarti di finale (gara 2) - 13 marzo 2016 PalaPoli, Molfetta | Molfetta | 3 - 1 | Trentino | 25-21, 26-24, 18-25, 25-14 |
| Quarti di finale (gara 3) - 19 marzo 2016 PalaTrento, Trento | Trentino | 3 - 0 | Molfetta | 25-16, 32-30, 25-17        |
| Quarti di finale (gara 4) - 27 marzo 2016 PalaPoli, Molfetta | Molfetta | 3 - 1 | Trentino | 22-25, 25-21, 25-20, 25-19 |
| Quarti di finale (gara 5) - 3 aprile 2016 PalaTrento, Trento | Trentino | 3 - 1 | Molfetta | 23-25, 25-16, 25-18, 25-23 |

#### Play-off 5º posto
| Quarti di finale (gara 1) - 10 aprile 2016 PalaPoli, Molfetta            | Molfetta | 3 - 1 | Milano   | 22-25, 25-22, 27-25, 25-23 |
| Quarti di finale (gara 2) - 13 aprile 2016 Palazzetto dello Sport, Monza | Milano   | 3 - 1 | Molfetta | 28-30, 25-18, 25-20, 25-17 |
| Quarti di finale (gara 3) - 17 aprile 2016 PalaPoli, Molfetta            | Molfetta | 3 - 1 | Milano   | 26-24, 25-20, 20-25, 25-23 |
| Semifinali - 24 aprile 2016 PalaOlimpia, Verona                          | Molfetta | 1 - 3 | Piacenza | 21-25, 25-20, 21-25, 15-25 |

### Coppa Italia

#### Fase a eliminazione diretta
| Quarti di finale (andata) - 22 dicembre 2015 PalaPoli, Molfetta | Molfetta | 0 - 3 | Trentino | 22-25, 22-25, 13-25               |
| Quarti di finale (ritorno) - 14 gennaio 2016 PalaTrento, Trento | Trentino | 2 - 3 | Molfetta | 25-15, 27-29, 27-29, 25-21, 13-15 |

## Statistiche

### Statistiche di squadra
| Competizione | Punti | In casa | In casa | In casa | In trasferta | In trasferta | In trasferta | Totale | Totale | Totale |
| Competizione | Punti | G       | V       | P       | G            | V            | P            | G      | V      | P      |
| ------------ | ----- | ------- | ------- | ------- | ------------ | ------------ | ------------ | ------ | ------ | ------ |
| Serie A1     | 29    | 15      | 11      | 4       | 15           | 3            | 12           | 31     | 14     | 17     |
| Coppa Italia | -     | 1       | 0       | 1       | 1            | 1            | 0            | 2      | 1      | 1      |
| Totale       | -     | 16      | 11      | 5       | 16           | 4            | 12           | 33     | 15     | 18     |

G = partite giocate; V = partite vinte; P = partite perse

### Statistiche dei giocatori
| Giocatore       | Serie A1 | Serie A1 | Serie A1 | Serie A1 | Serie A1 | Coppa Italia | Coppa Italia | Coppa Italia | Coppa Italia | Coppa Italia | Totale | Totale | Totale | Totale | Totale |
| Giocatore       | P        | PT       | AV       | MV       | BV       | P            | PT           | AV           | MV           | BV           | P      | PT     | AV     | MV     | BV     |
| --------------- | -------- | -------- | -------- | -------- | -------- | ------------ | ------------ | ------------ | ------------ | ------------ | ------ | ------ | ------ | ------ | ------ |
| R. Barone       | 31       | 182      | 129      | 38       | 15       | 2            | 9            | 9            | 0            | 0            | 33     | 191    | 138    | 38     | 15     |
| D. Candellaro   | 31       | 246      | 164      | 64       | 18       | 2            | 18           | 10           | 7            | 1            | 33     | 264    | 174    | 71     | 19     |
| J. Ferreira     | 30       | 315      | 262      | 16       | 37       | 1            | 0            | 0            | 0            | 0            | 31     | 315    | 262    | 16     | 37     |
| D. De Pandis    | 31       | -        | -        | -        | -        | 2            | -            | -            | -            | -            | 33     | -      | -      | -      | -      |
| F. Del Vecchio  | 20       | 34       | 33       | 1        | 0        | 2            | 4            | 3            | 1            | 0            | 22     | 38     | 36     | 2      | 0      |
| M. Fedrizzi     | 29       | 222      | 171      | 10       | 41       | 2            | 21           | 14           | 4            | 3            | 31     | 243    | 185    | 14     | 44     |
| F. Hernández    | 29       | 562      | 453      | 37       | 72       | 2            | 40           | 35           | 3            | 2            | 31     | 602    | 488    | 40     | 74     |
| R. Hierrezuelo  | 31       | 166      | 76       | 58       | 32       | 2            | 12           | 7            | 1            | 4            | 33     | 178    | 83     | 59     | 36     |
| M. Kaczyński    | 7        | 3        | 3        | 0        | 0        | 1            | 1            | 1            | 0            | 0            | 8      | 4      | 4      | 0      | 0      |
| G. Mariella     | 8        | 0        | 0        | 0        | 0        | 1            | 0            | 0            | 0            | 0            | 9      | 0      | 0      | 0      | 0      |
| A. Mustedanović | 5        | 22       | 13       | 7        | 2        | -            | -            | -            | -            | -            | 5      | 22     | 13     | 7      | 2      |
| A. Porcelli     | 8        | -        | -        | -        | -        | 1            | -            | -            | -            | -            | 9      | -      | -      | -      | -      |
| L. Randazzo     | 21       | 138      | 118      | 14       | 6        | 2            | 15           | 14           | 0            | 1            | 23     | 153    | 132    | 14     | 7      |
| V. Spadavecchia | 9        | 12       | 6        | 5        | 1        | 1            | 0            | 0            | 0            | 0            | 10     | 12     | 6      | 5      | 1      |

P = presenze; PT = punti totali; AV = attacchi vincenti; MV = muri vincenti; BV = battute vincenti